# Kastorhut
Der Kastorhut (auch Castorhut, vom lateinischen castor „Biber“) ist ein aus Biberhaar gefertigter Filzhut. Der vom 17. Jahrhundert bis etwa Mitte des 19. Jahrhunderts von Männern und Frauen getragene Hut war ein Vorläufer des Zylinders. Als Bestandteil von Trachten wird er bis heute getragen.

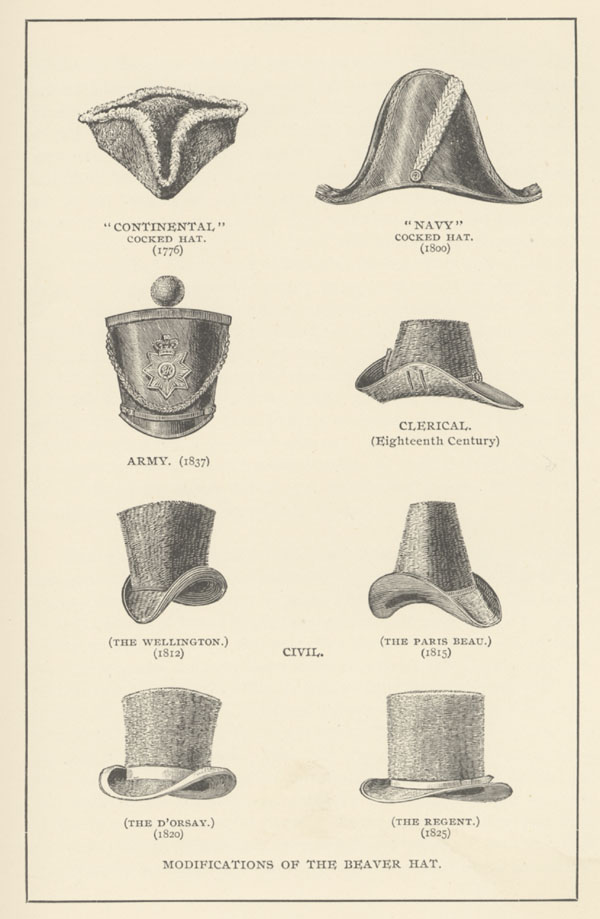
Verschiedene Hüte aus Biberhaarfilz

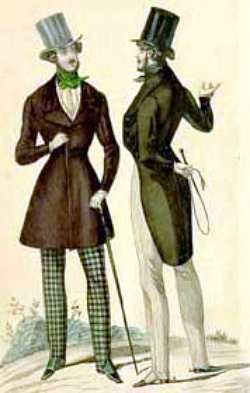
Französische Herrenmode um 1830

## Ursprünge und Verbreitung
Die Verwendung des Haarfilzes geschorener Biberfelle für Kopfbedeckungen in Europa reicht bis ins 16. Jahrhundert zurück. Verstärkt wurde diese Mode im 17. Jahrhundert durch den Import der Felle durch holländische Siedler aus Nordamerika. Um 1780 trugen erstmals englische Landadlige den aus dem weichen Unterhaar des Biberfells gefertigten schwarzen Filzhut mit hohem, zylindrischem Kopf. Dieser hatte eine mehr oder weniger breite Hutkrempe. Nach englischem Sortiment wurden die für Hüte verwendeten Biberfelle Parchment-Beaver genannt, die übrigen Coatbeaver. Aus dem Rückenhaar des Biberfells wurden die schwarzen, ungefärbten, vom Bauch die grauen und die gefärbten Hüte gearbeitet. Die abfallenden langen Grannenhaare dienten als Material für Strümpfe, Handschuhe und Mützen, die Häute für Beutlerarbeiten oder als Siebböden. Ein Kastorhut war entweder ein ganzer, ein halber oder ein Viertelkastorhut, je nachdem ob der Filz ausschließlich aus Biberhaaren bestand, zur Hälfte oder zum vierten Teil.
Das Biberhaar verfilzt sehr gut und man sagt den Kastorhüten eine außergewöhnliche Haltbarkeit nach. Sie sollen „so dauerhaft gewesen sein, daß man, wenn sie abgetragen waren, nach La Rochelle zurückschickte, wo sie für den Verkauf nach Spanien aufbereitet wurden. Aber auch von dort kehrten sie nach La Rochelle zurück, um dieses Mal für Brasilien zurechtgemacht zu werden. Schließlich sollen die gleichen Filzhüte als Tauschware der Portugiesen an der afrikanischen Negerküste gelandet sein!“
Auch in den Kleiderordnungen des 17. Jahrhunderts ist von Kastorhüten die Rede. Sie galten als so kostbar, dass man ganze Castorhüte, also solche, die nur aus Biberhaarfilz bestanden, sogar dem ersten Stand zu tragen verbot. In der Danziger Ordnung von 1642 heißt es, „vornehmen Bürgern, Kauffleuten, so in Grosso handeln und dergleichen Standespersonen“ seien „kostbare Castorhüte“ untersagt. Die Stettiner Kleiderordnung von 1634 verfügte: „Gantze Kastor-Hüte [...] sein in allen Ständen gäntzlich abgethan.“ Bei einem halben Kastorhut bestand nur die Hälfte des Filzes aus Biberhaaren, entsprechend gab es auch Viertelkastorhüte. Die Stadt Braunschweig ließ 1630 für den ersten Stand halbe Kastorhüte zu: „Von Zier und Kleidung derjenigen, welche in den ersten Stand gehören: Ebenermassen sollen sie auch keine Hüte von gantzen Castoren gebrauchen, sondern wann sie wollen, nur halbe Castorhüte ihnen zu tragen erlaubt seyn bei Straffe drey Reichsthaler.“ Den anderen Ständen wurden sie bei Strafe ausdrücklich verboten.
In der Oekonomischen Encyklopädie von Krünitz von 1783 heißt es über Biberhüte:
„Sie sind eine der schönsten und besten Waaren in England, Frankreich und Deutschland; und werden in halbe und ganze Castor abgetheilet. Diese letztere verkauft man zu 6 bis 8 Rthlr. Aus Holland und Frankreich werden ihrer viele nach Spanien gesandt. Zu Bautzen und in der Oberlausitz werden feine Castor-Hüte verfertigt, die in viele Reiche und Länder verschickt werden. Wenn man unter einen Hut von Castorhaaren nicht etwas feine Wolle mischen wollte, so würden die feinen Castorhaare sich anders nicht als mit großer Mühe und Unkosten zu einem Filze walken lassen. Und weil die Biberhüte theuer sind, so gehen die Hutmacher sparsam damit um; daher sie auch mit einem Pfund Haare wohl 12 Hüte bedecken können. Zuweilen müssen auch Hasen- und Kaninchenhaare unter die Biberhaare mit unterlaufen.“
Später wurde die auch als Biberhut oder hoher Hut bezeichnete Kopfbedeckung auch zum Gesinnungszeichen der Französischen Revolution und fand in allen westlichen Ländern Verbreitung. Damenhüte wurden mit zusätzlicher Verzierung geschmückt, beispielsweise mit Federn. Ab 1830 verdrängten Seidenhüte den Kastorhut und es entstand der wesentlich niedrigere Zylinder.
Im Jahr 2018 verlautete es in einem Bericht über die Auktion der North American Fur Auction (NAFA): „14.000 Frühjahrsbiber fanden das Interesse vor allem seitens der Hutmacher“.

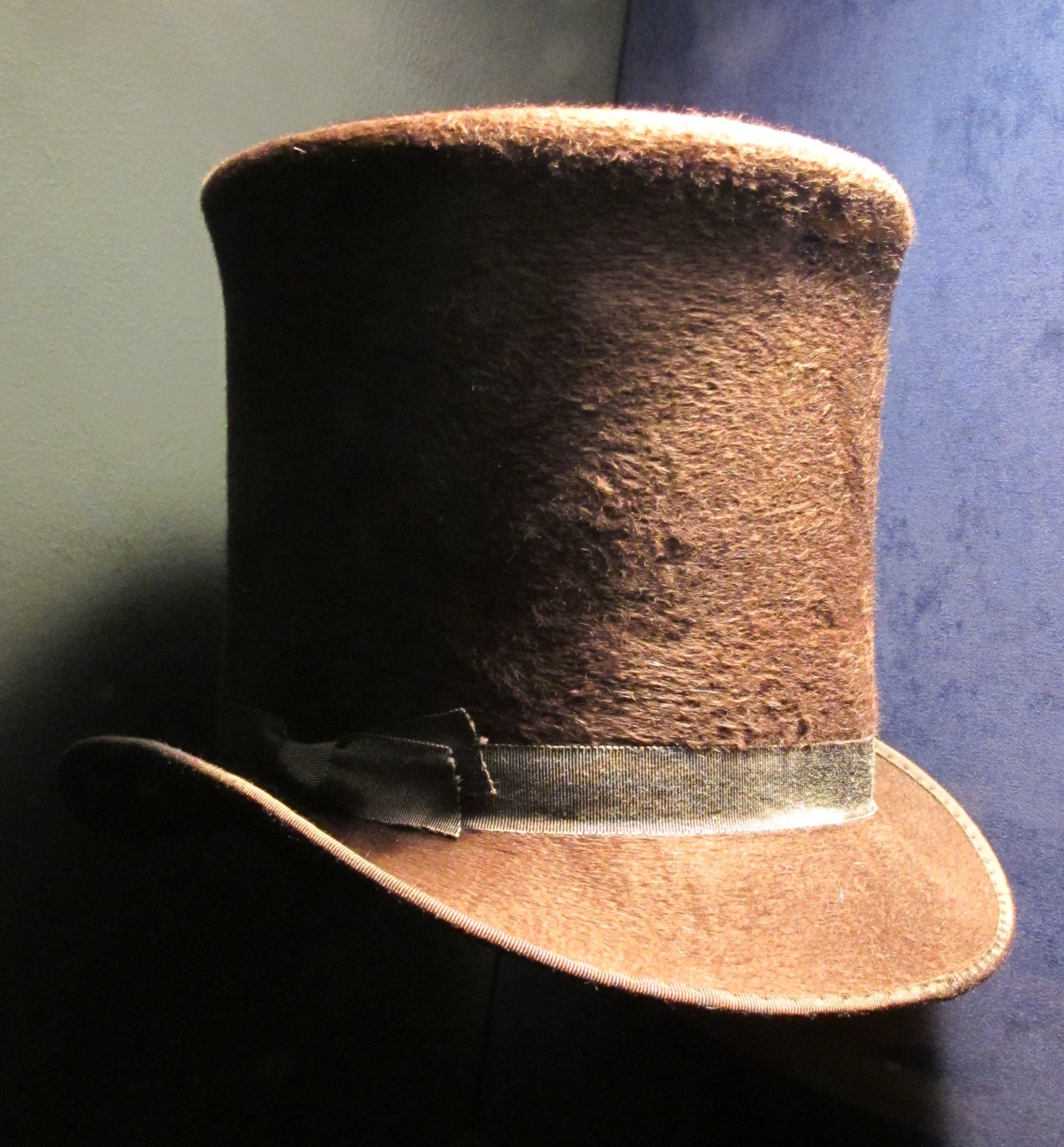
Kastorhut (ca. 1850)
Édouard Manet (1859): Der Absinthtrinker mit einem Kastorhut
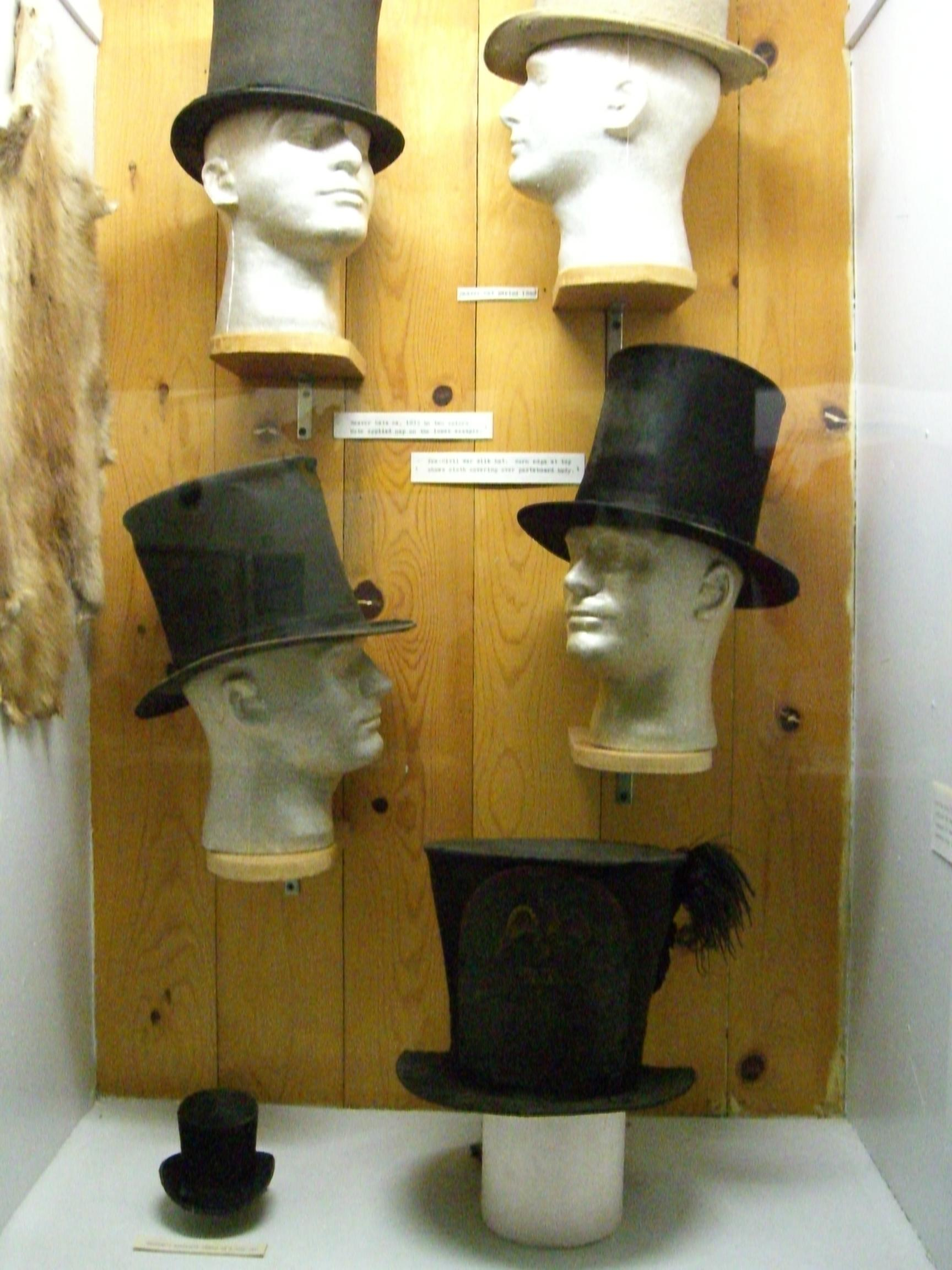
Biberhaarhüte im Pelzhandelsmuseum, USA

## Der Kastorhut in der Literatur

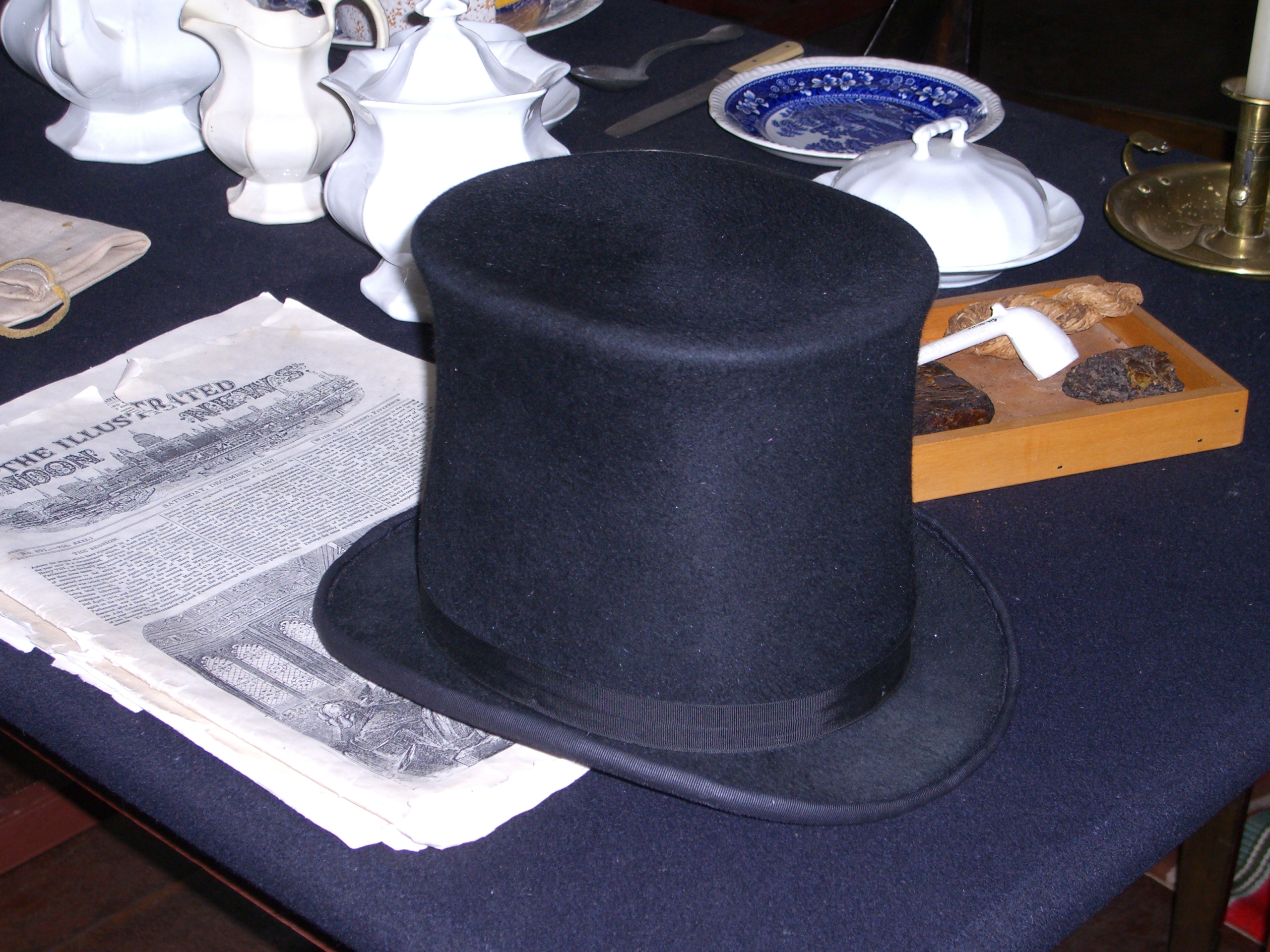
Kastorhut

Als typisches Bekleidungsstück seiner Zeit wurde der Kastorhut in zahlreichen literarischen Werken verewigt. So schreibt Bettina von Arnim in Clemens Brentano’s Frühlingskranz (1844):
„Der Kastorhut war mir gar zu lockend; ich setzte ihn auf, er stand mir schön, ich glich der Mama, denn ihr Bild wurde mir wieder ganz deutlich – und der Papa hatte mich auch lieb vor allen Kindern, ich glaub wohl, daß ich ohne Sünde den Hut kann behalten.“
Adolph Freiherr Knigge formuliert in der Geschichte Peter Clausens (1785 abgeschlossen) den Satz:
„Ich ging sorgenlos im Zimmer auf und ab, setzte den schönen Castorhut auf.“
In der Erzählung Die indische Hütte (1791) von Jacques-Henri Bernardin de Saint-Pierre ist zu lesen:
„Wohl oder übel mußte der Doctor seinen Rock aus englischer Wolle, seine Schuhe von Ziegenfell und seinen Kastorhut ablegen.“
In Dostojewskis Roman Die Dämonen (russisch Бесы Bessy, Erstausgabe 1873) erscheint Nikoláj Wséwolodowitsch  zum Duell mit Gaganow:
„... ziemlich leicht gekleidet, trug einen Mantel und einen weißen Kastorhut.“
Theodor Fontane schreibt in Stine (1881/1888 verfasst):
„An allen Läden blieb sie stehen, am längsten vor dem Schaufenster eines Putzgeschäfts, aus dessen buntem Inhalt sie sich abwechselnd eine rote Schärpe mit Goldfransen und dann wieder einen braunen Kastorhut mit Reiherfeder als Schönstes wünschte.“

## Ein Gebäude in Frankfurt am Main

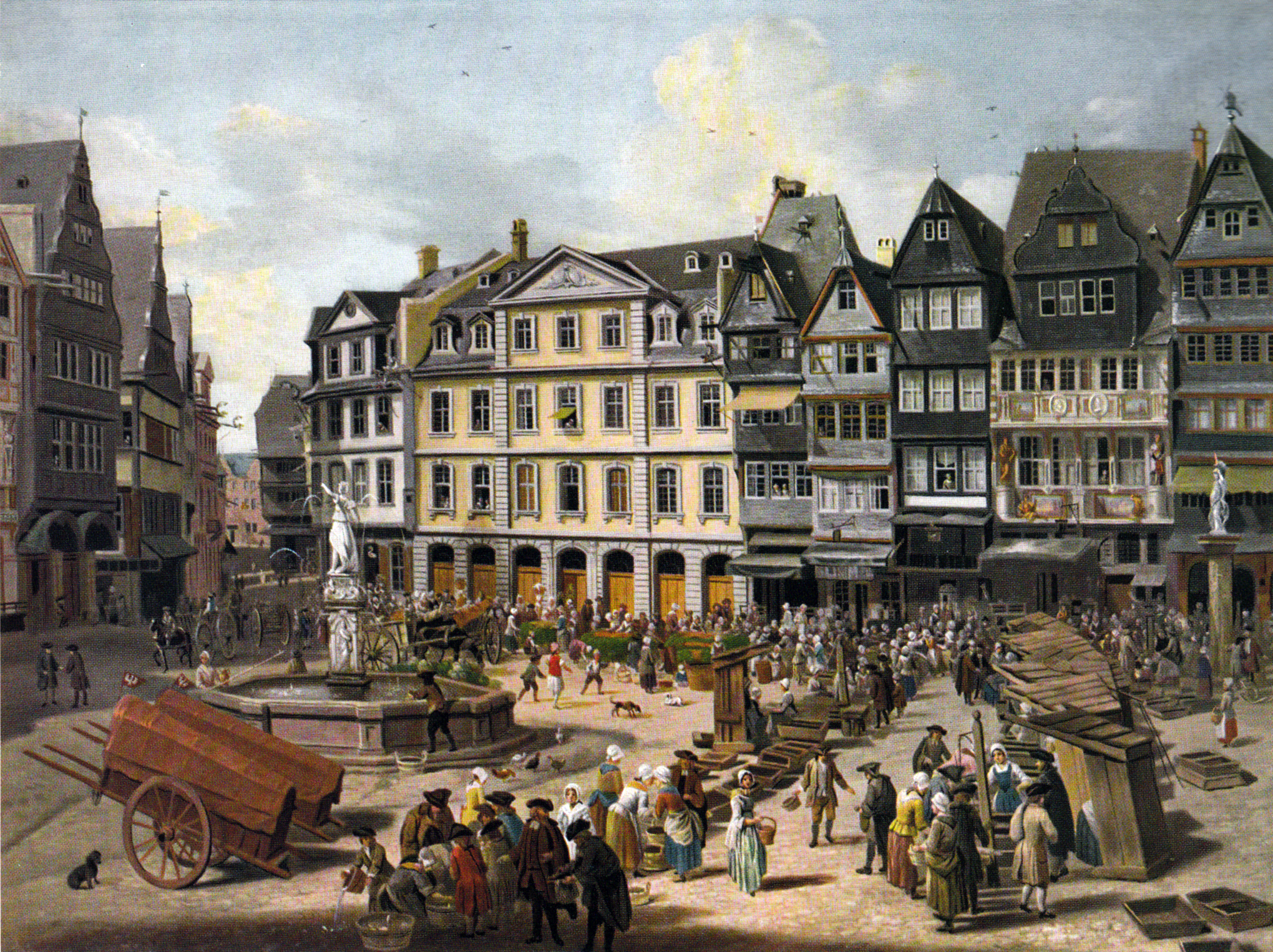
Nordseite des Römerbergs in Frankfurt am Main. Das Haus Nr. 32 Englischer Kastorhut ist das dritte von rechts

Durch Zusammenlegung der Häuser „Ullner“ und „Selzer“ am Römerberg in Frankfurt am Main entstand im 18. Jahrhundert das Englischer Kastorhut genannte Haus Nr. 32. Dieser Barockbau wurde beim Durchbruch der Braubachstraße 1904/1906 abgerissen.